# Frank Dwight Baldwin
Frank Dwight Baldwin, ameriški general, * 26. junij 1842, † 22. april 1923.
Najbolj je poznan kot eden izmed 19 pripadnikov ameriških oboroženih sil, ki so bili dvakrat odlikovani s medaljo časti ter kot prvi, ki je prejel medalji za zasluge med dvema različnima vojnama; prvo medaljo je prejel za zajetje dveh častnikov med ameriško državljansko vojno in drugo za izkazan pogum med vojno z Indijanci leta 1874.

## Življenjepis
Med celotno ameriško državljansko vojno je služil v 19. michiganskem prostovoljnem pehotnem polku (19th Michigan Volunteer Infantry Regiment), v sestavi katerega se je udeležil vseh polkovnih bitk v letih 1862−1865. Po koncu vojne je bil kot drugi poročnik sprejet v redni 19. pehotni polk, nato pa je bil premeščen v 5. pehotni polk, v sestavi katerega se je boril proti Indijancem. Pod poveljstvom generala Nelsona A. Milesa se je odlikoval kot vodja izvidnikov v kampanjah proti Sedečemu biku in Noremu konju. Udeležil se je tudi ameriške-španske vojne.
Vojaško kariero je končal kot generaladjutant Kolorada.

## Napredovanja
- 1865: drugi poročnik, Regularna vojska
- 27. februar 1890: brevetni stotnik, Regularna vojska
- 9. junij 1902: brigadni general, Regularna vojska
- 1906: generalmajor, Regularna vojska